# Moravany (kraj pardubicki)
Moravany – wieś i gmina w Czechach, w powiecie Pardubice, w kraju pardubickim.
1 stycznia 2017 gminę zamieszkiwało 1844 osób, a ich średni wiek wynosił 45,1 roku.